# Blekingsk
Blekingsk er en sydsvensk eller østdansk dialekt, som tales i Blekinge. Der kan skelnes mellem det egentlige Blekingemål i Bregne, Medelsted og Øster Herred, Listermålet i Lister Herred og det nyere Karlskronamål. Listermålet og dialektområdet vest for Mörrumsån hører nærmest til den skånske dialekt. 
Dialekten varierer lidt fra vest til øst, men typiske fællestræk er pluralisendelser på -er (i stedet for -or i rigssvensk). Kendetegnende er også en mere almindelig brug af diftonger (lige som i det skånske dialekt). I modsætning til skånsk har blekingemålet bevaret udtalen p, t og k efter lange vokaler (i stedet for b, d og g som på skånsk og listermålet). Blekinge hørte til Danmark indtil 1658, derfor er ordforrådet stadig præget af dansk. Eksempler er bøge, bøke (bokskog på svensk), låmme, pia, dæka” (ficka), meet, möet, myet (mycket), pude, puta (huvudkudde), neg (kärve), trua (hota).